# Braunia reflexifolia
Braunia reflexifolia är en bladmossart som beskrevs av Edwin Bunting Bartram 1964-65 [1965. Braunia reflexifolia ingår i släktet Braunia och familjen Hedwigiaceae. Inga underarter finns listade i Catalogue of Life.